# HAL Tejas Mk2
El HAL Tejas Mk2 es un avión de combate en desarrollo de cuarta generación polivalente y monomotor equipado con canards. Diseñado por la Agencia de Desarrollo Aeronáutico (ADA) en colaboración con el Centro de Investigación y Diseño de Aeronaves (ARDC) de Hindustan Aeronautics Limited (HAL) para la Fuerza Aérea de la India (IAF). Es un desarrollo posterior del HAL Tejas, con un fuselaje alargado, canards de acoplamiento cerrado, nuevos sensores y un motor más potente.

## Desarrollo
El Dr. V. Madhusudana Rao es el director de proyecto del Tejas Mark 2. El desarrollo del Tejas Mark 2 o MWF se inició para abordar todas las deficiencias en el Tejas Mark 1 y Mark 1A, y para cumplir con los requisitos establecidos para el programa LCA por la IAF. El desarrollo del Tejas Mark 2 se autorizó en noviembre de 2009 como continuación del programa LCA, en la fase 3 del proceso de desarrollo de ingeniería a gran escala (FSED). La fase 3 del FSED consistió de diseño, desarrollo y fabricación de dos prototipos. Inicialmente planeado como un Tejas mejorado, con un alargamiento de fuselaje de 0,5 m para acomodar más combustible y un motor más potente, el Tejas Mark 2 ha evolucionado a lo largo de los años hasta convertirse en un caza de peso medio completamente nuevo.
Los estudios preliminares de diseño para el Tejas Mark 2 se completaron en 2014 y se encontraban en la fase de diseño detallado a partir de 2015. El caza rediseñado se presentó por primera vez en la exhibición aérea Aero India. 2019, era un caza de 17,5 toneladas con canards de acoplamiento cerrado y sistema IRST integrado. El corte de metal para el Tejas Mark 2 comenzó en febrero de 2021. El "lanzamiento" del primer prototipo estaba programado para agosto de 2022, pero se pospuso para finales de 2022. Se espera que su primer vuelo sea a fines de 2023. En total, se están planeando inicialmente cuatro prototipos. La ADA completó su revisión crítica del diseño el 15 de noviembre de 2021, con un total de 20 subsistemas para la aeronave autorizados por la IAF para la producción. Del 62 % en el Tejas Mark 1A, el plan es tocar la marca del 70 % en indigenización para el Mark 2. Se reemplazan más componentes extranjeros por otros desarrollados localmente que están lo suficientemente maduros como ADA y DRDO llevarán adelante algunos de los tecnologías críticas del Programa LCA. Los proveedores privados de la unidad reemplazable en línea también aumentaron de 344 durante el desarrollo del Tejas Mark 1A a 410. HAL ya había subcontratado el 25 % del trabajo compartido al sector privado.
El 1 de septiembre de 2022, el Comité de Seguridad del Gabinete (CCS) autorizó ₹10 000 crore para el Tejas Mark 2 que incluye desarrollo de prototipos y pruebas de vuelo. El costo del desarrollo de aviones de combate será de 6500 millones de rupias además de los 2500 millones de rupias sancionados anteriormente a través de financiamiento interno. HAL planeó pruebas de alta velocidad a partir de 2023 y producción en serie limitada a partir de 2025. Todo el proceso de desarrollo se completará en 2027 con producción en serie a partir de 2030. El Tejas Mark 2 estará operativamente disponible a partir de 2028. Aparte del compromiso actual de 110-120 aviones que formarán seis escuadrones, las expectativas incluyen un pedido adicional de 210 aviones.
Después de que un plan inicial para involucrar a jugadores privados fracasara debido a la falta de patrocinadores, HAL planea formar su propio consorcio para acelerar el proceso de fabricación. Debido a la demora, el primer prototipo se lanzará en diciembre de 2023 y el primer vuelo se realizará en diciembre de 2024. Se fabricarán cuatro prototipos hasta 2027 para realizar pruebas. propósito. Una delegación de 16 países buscaba detalles de Tejas Mark 2 en Defexpo 2022. El gobierno está acelerando los esfuerzos para identificar una empresa del sector privado indio para aumentar la tasa de producción y disminuir el costo de las exportaciones.

## Diseño

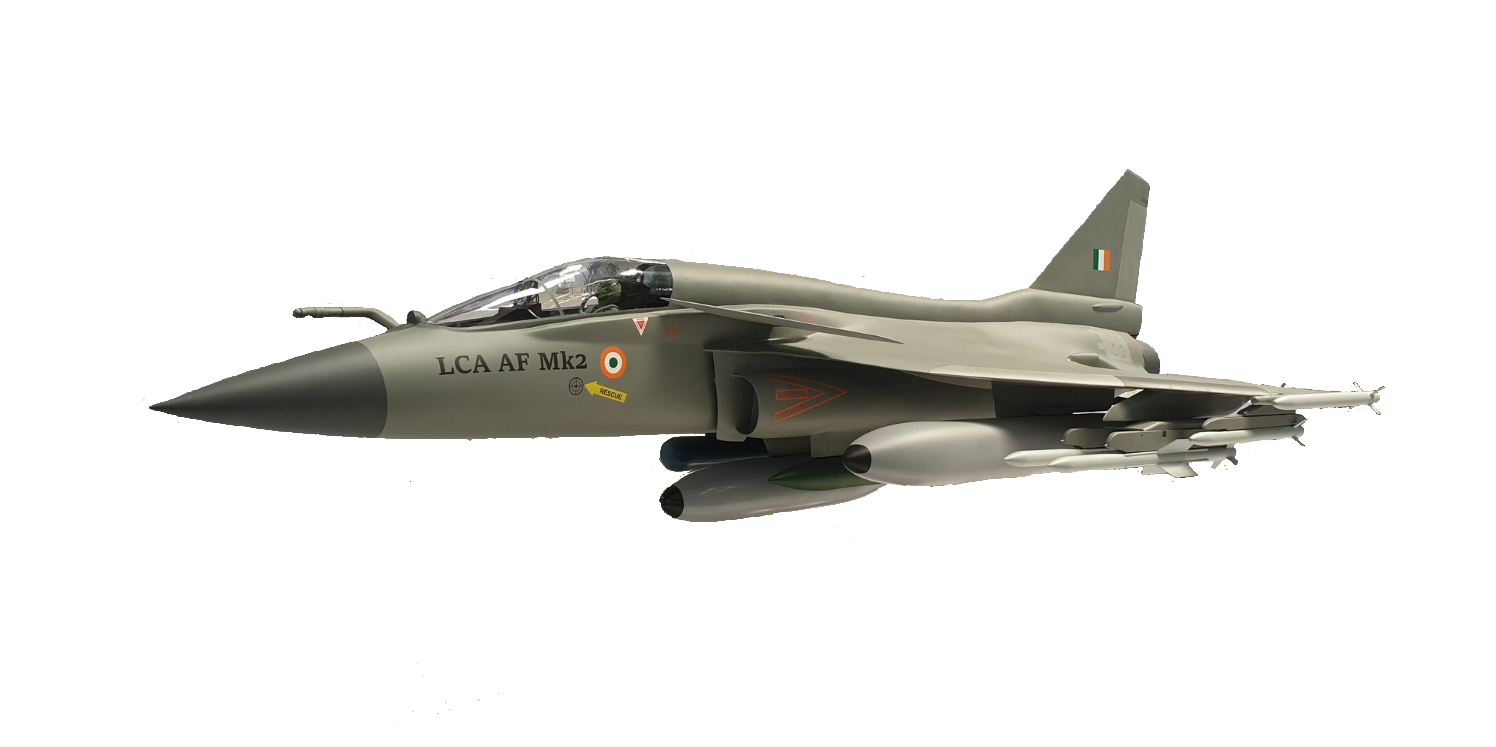
Un render del HAL Tejas Mk2

Además de los elementos comunes de diseño y algunos sistemas críticos de su predecesor, el HAL Tejas Mark1, la mayoría de las tecnologías se tomarán prestadas de lo que se haya desarrollado hasta ahora para el programa Advanced Medium Combat Aircraft. Se incorporarán varias medidas de reducción de la sección transversal del radar en el diseño del fuselaje para que se pueda lograr un grado de sigilo frontal, incluido el material absorbente de radar, revestimiento y compuestos que componen su piel y conductos de entrada de aire torcidos. Tiene una configuración de ala delta compuesta sin cola con un solo estabilizador vertical y canards acoplados para proporcionar inestabilidad estática y alta maniobrabilidad, y está equipado con fly-by- Sistemas de cableado para controlar la inestabilidad.
Este MWF también contará con un sistema de generación de oxígeno a bordo del sistema de soporte vital integrado autóctono (ILSS-OBOGS), del Laboratorio de Bioingeniería y Electromedicina de Defensa, sistema de monitoreo de salud para integrar varios sensores a bordo del Tejas Mark 2 del Instituto de Defensa de Tecnología Avanzada y una suite de guerra electrónica electro-óptica integrada, entre otras mejoras a la aviónica. Utilizando espacio adicional en el fuselaje, ADA diseñó una toma de aire más grande para el motor F414 INS6 de GE.
Contará con sensores de búsqueda y seguimiento por infrarrojos (IRST) y un sistema de advertencia de aproximación de misiles. Un aumento en la capacidad de carga útil a 6500 kg y una capacidad interna de combustible de más de 4500 kg, le permitirá llevar más armas con un mayor alcance.

### Sensores y aviónica
La aviónica del Tejas Mark 2 se centrará en la fusión de datos multisensor incorporando sensores activos y pasivos a bordo. El Tejas Mark 2 estaría equipado con una variante de Radar AESA Uttam desarrollado por Electronics and Radar Development Establishment, mientras que el avión de combate también tendrá un sistema IRST integrado para la adquisición pasiva de objetivos. El Tejas Mark 2 tendrá un enlace de datos táctico basado en radio definida por software autóctono para comunicaciones seguras y capacidades de guerra centrada en la red respaldadas por la red de información digital AFNet de la IAF.

### Cabina
El Tejas Mark 2 tendrá una cabina de vidrio compatible con gafas de visión nocturna dominada por una pantalla táctil de área amplia colocada en orientación panorámica y un sistema holográfico de gran angular head-up display. El Tejas Mark 2 tendrá una disposición hands-on-throttle-and-stick con configuraciones de mano derecha en la palanca y mano izquierda en el acelerador para facilitar la carga de trabajo del piloto.

### Propulsión
En 2008, HAL emitió una nueva solicitud de propuesta para la adquisición de un motor de clase de empuje de 95 a 100 kilonewton (kN) (21 000–23 000 lbf) para impulsar el Tejas Mark 2. En 2010, después de una extensa evaluación tanto del Eurojet EJ200 como del General Electric F414, el F414 de GE El motor turboventilador de postcombustión INS6 fue declarado como el postor más bajo. El acuerdo cubrió la compra de 99 motores GE F414, con el lote inicial suministrado directamente por GE, mientras que el resto será fabricado en India por HAL bajo un acuerdo de transferencia de tecnología.< ref>"India elige el F414 de GE para el caza Tejas MkII". Vuelo International, 1 de octubre de 2010. Consultado el 30 de mayo de 2012.  (enlace roto disponible en este archivo).</ref>

## Operadores
India
- Fuerza Aérea India (previsto)

## Especificaciones
Referencia datos: Jane's Defence Weekly, Onmanorama, Defexpo 2020 and Aero India 2021

### Características generales
- Tripulación: 1 o 2
- Longitud: 14,65 m
- Envergadura: 8,50 m
- Altura: 4,87 m
- Peso vacío: 7.850 kg
- Peso cargado: 11.300 kg
- Peso máximo al despegue: 17.500 kg
- Planta motriz: Turboventilador General Electric F414, con postquemador.

### Rendimiento
- Velocidad nunca excedida (Vne): mach 1,8 (2,200 km/h)
- Alcance: 2500 km
- Alcance en combate: 1500 km
- Alcance en ferry: 3500 km con 3 tanques de combustible externos
- Techo de vuelo: 17.300 m

### Armamento
- Cañones:  1 cañón GSh-30-1
- Puntos de anclaje: 13 puntos de anclaje para cargar una combinación de:  
  - Bombas: ***Munición guiada de precisión
    -       - Especia[27]
      - HSLD-100/250/450/500
      - Bombas deslizantes DRDO
      - DRDO SAAW

    - Bombas guiadas por láser : 
      - Sudarshan
- Municiones merodeadoras
- CATS ALFA
  - Misiles: Misiles aire-aire : 
    - MICA (planeado)
    - ASRAAM[28]
    - Meteor (planeado)[29]
    - Astra (planeado)[30]
    - NG-CCM (planeado)[31]

  - 'Misiles aire-superficie : 
    - BrahMos-NG ALCM[32]
    - LRLACM (planificado)[33]
    - Storm Shadow (planeado)[33]
    - Crystal Maze[27]

  - Misiles antirradiación :
    - Rudram 1/2/3 (planeado)

### Aviónica
- Radar AESA Uttam[34]
- DARE Suite de guerra electrónica unificada (UEWS)[35]
- DARE Sistema de advertencia de aproximación de misiles de dos colores (DCMAWS)[36]
- DARE Contenedor de búsqueda de blancos[37][38]

## Nota
1. ↑  El proceso FSED del programa LCA se inició en 1993 con la primera dos fases completadas hasta el momento, que dieron como resultado el desarrollo de las variantes Tejas Mark 1, Mark 1A, LCA trainer, LCA Navy Mark 1 y LCA Navy trainer